# Reuplemmeles maculata
Reuplemmeles maculata är en insektsart som beskrevs av Evans 1972. Reuplemmeles maculata ingår i släktet Reuplemmeles och familjen dvärgstritar. Inga underarter finns listade i Catalogue of Life.